# 박성용 (축구 선수)
박성용(한국 한자: 朴成庸, 1991년 6월 26일 ~ )은 대한민국의 축구 선수이며 포지션은 수비수이다. 현재 대한민국 K3리그 FC 목포에서 활약하고 있다.

## 축구인 경력

### 선수 경력
2014년 대구 FC에 입단하여 데뷔 시즌 리그 11경기 1골을 기록하였다.